# François Tombalbaye

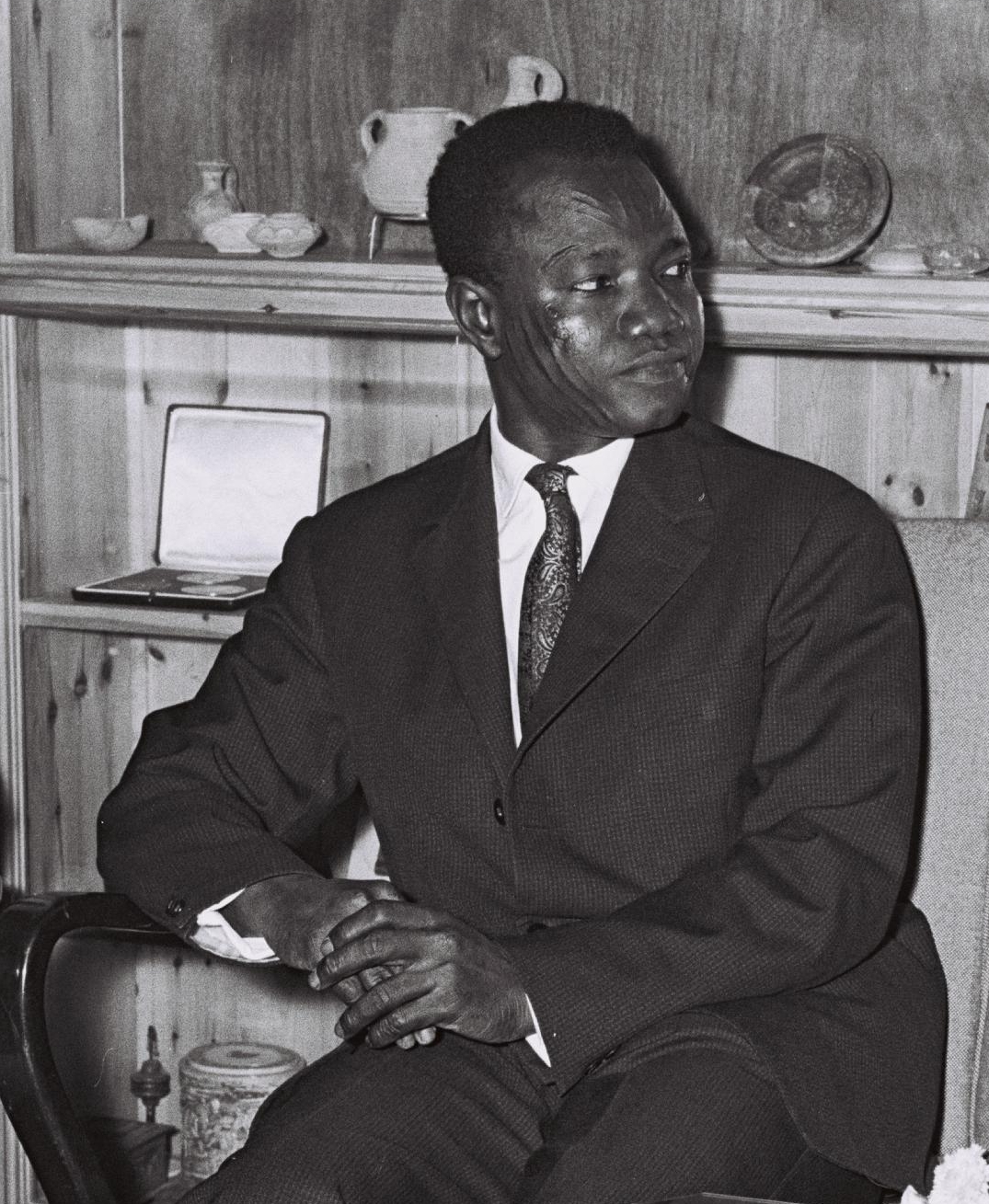
François Tombalbaye

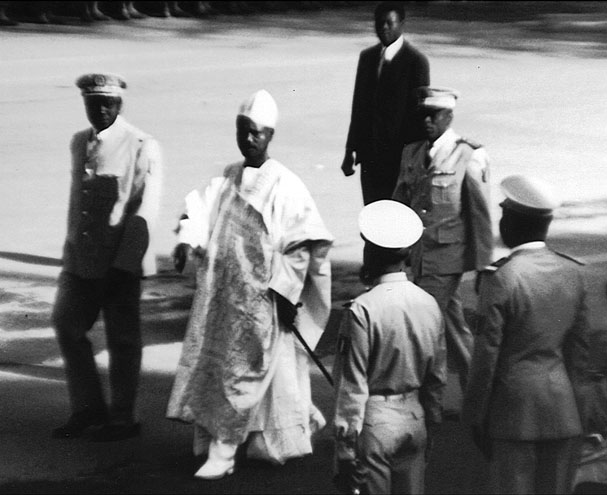
François Tombalbaye um 1970

François (Ngarta) Tombalbaye (arabisch فرنسوا تومبالباي, DMG Franswā Tūmbālbāi, * 15. Juni 1918 in Bedaya; † 13. April 1975 in N’Djamena) war ab 1960 der erste Präsident des Tschad. Er wurde beim Staatsstreich im Tschad 1975 getötet.

## Frühe Jahre
Tombalbaye stammte aus einer Kaufmannsfamilie im Süden des Tschad, der Teil von Französisch-Äquatorialafrika war. Er wurde im Dorf Bedaya geboren, die Eltern waren Protestanten und gehörten zur Volksgruppe der Sara-Madjingaye. Nach dem Schulbesuch wurde er Lehrer und später Gewerkschaftsvorsitzender. In Fort Archambault baute er den Ortsverband der 1947 von Gabriel Lisette gegründeten Partei Parti Progressiste Tchadien (PPT), einem Teil der Sammlungsbewegung Rassemblement Démocratique Africain (RDA), auf.

## Politiker
Seit März 1952 war er Abgeordneter der PPT in der Territorialversammlung und wurde 1957 in den Rat von Französisch-Äquatorialafrika gewählt, dessen Vizepräsident er später wurde. Im Mai 1959 wurde er Premierminister des Tschad, nachdem Lisette wegen der zunehmenden Spannungen zwischen Norden und Süden des Landes zurückgetreten war. Bei den Wahlen am 31. Mai 1959 erhielt die PPT 57 der 85 Sitze. Mit der Unabhängigkeit des Tschad von Frankreich wurde er Staatspräsident und übernahm auch das Verteidigungsministerium, daneben blieb er Regierungschef. Seine Hoffnung, im Interesse des relativ armen Tschad die Einheit des bisherigen Französisch-Äquatorialafrika zu bewahren, erfüllte sich nicht.

## Präsident
Tombalbayes PPT hatte 1960 mit 67 der 83 Abgeordneten eine dominierende Stellung im Parlament. Opposition kam vor allem aus dem muslimischen Norden des Landes, auch wenn die Partei des Nordens, Parti National Africain (PNA), lediglich zehn Sitze hatte. Nach Verhandlungen erreichte Tombalbaye die Vereinigung beider Parteien im März 1961. Weitere Oppositionsparteien wurden in der Folgezeit verboten. Im August 1962 löste er die Nationalversammlung auf und regierte zunehmend autokratischer, die PPT wurde zur Einheitspartei. Zur selben Zeit begann er, den Staatsapparat zu nationalisieren, indem er französische Beamte durch lokale ersetzte, die im Allgemeinen weniger kompetent waren. Um diesen Prozess zu finanzieren, nahm er einen „Kredit“ bei der Bevölkerung auf, der sich in einer starken Steuererhöhung widerspiegelte. Als Präsident wurde er am 22. April 1962 und am 15. Juni 1969 ohne Gegenkandidaten im Amt bestätigt.
Die größte Kritik an seinem Afrikanisierungs-Programm war, dass er den großen muslimisch-goranischen Teil der Bevölkerung im Norden und der Mitte des Landes, der sich nicht mit dem afrikanischen Süden identifizierte, außen vor ließ. Die wichtigste Oppositionsgruppe war die Front de Libération Nationale (FROLINAT), die seit 1966 einen Guerillakrieg gegen die Regierung führte. Am 1. November 1965 forderten Aufstände in der Präfektur Guéra fünfhundert Tote. Dies führte zu Unruhen im Norden und der Mitte des Landes, in die auch die Nachbarstaaten Libyen und Sudan verwickelt waren. Die bedeutendste Bewegung in dieser Zeit war die Nationale Befreiungsfront des Tschad (FROLINAT), deren Zentrum das Tibesti war und die auch vom Sudan aus operierte. Jedoch wurde sie, wie alle anderen Gruppierungen in der Region, von Rivalitäten und Aufsplittung geschwächt. Dennoch war Tombalbayes Regierung nicht imstande, die Rebellen unter Kontrolle zu bekommen, was ihn dazu zwang, sich auf Abkommen mit Frankreich zu berufen und dieses um Hilfe zu bitten. Französische Truppen griffen zwischen 1965 und 1972 mehrmals in den Konflikt ein.
Frankreich verlangte als Gegenleistung für sein Eingreifen eine Reihe von Reformen der Armee, der Regierung und des Staatsapparates. Steuern und Gesetze, die Tombalbaye willkürlich erlassen hatte, sollten widerrufen werden und die Sultane sollten als Steuererheber wiedereingesetzt werden (sie erhielten dafür 10 Prozent der Einnahmen). Er stimmte dem zu, und ab 1969 begann ein schrittweiser Liberalisierungsprozess im Land. Anlässlich der Wahlen 1969 wurden einige hundert politische Gefangene freigelassen.
Ein weiterer Schritt in Richtung Liberalisierung fand 1971 statt, als Tombalbaye vor dem Kongress des PPT zugab, Fehler gemacht zu haben. Maßnahmen zur Reform der Regierung wurden unternommen und mehr Goraner wurden in die Regierungsbildung einbezogen. Der Fortschritt kam im August 1971 zu einem jähen Halt, als ein Putschversuch mit Verbindungen zum libyschen Führer Muammar al-Gaddafi aufgedeckt wurde. Tombalbayes Haltung zu seinem Nachbarn im Norden wurde sogleich aggressiver, er erlaubte Anti-Gaddafi-Gruppierungen sogar, von seinem Land aus zu operieren und brach die diplomatischen Beziehungen zu Libyen ab. Daraufhin unterstützte Gaddafi die Reste der FROLINAT-Opposition mit formeller Anerkennung und Hilfe. Währenddessen antwortete Tombalbaye auf einen Studentenstreik im Süden, indem er den angesehenen Generalstabschef Jacques Doumro durch Oberst Félix Malloum ersetzte. Das Land wurde damals wie die gesamte Sahelzone von einer schweren Dürre heimgesucht, und Tombalbaye hob die Amnestie für die politischen Gefangenen auf. Gegen Ende des Jahres 1972 waren über 1.000 Personen festgenommen worden. Zur selben Zeit versuchte er sich mit der arabischen Welt zu versöhnen, um so die libysche Unterstützung für die FROLINAT zu schwächen und dort Machtkämpfe zu schüren. 1973 besetzten libysche Truppen den Aouzou-Streifen. Im Gegenzug für die tschadische Hinnahme der faktischen Annexion des Gebietes versprach Libyen, die Unterstützung der Guerillagruppe FROLINAT einzustellen.
Dennoch fühlte sich Tombalbaye unsicher mit seiner eigenen Regierung. In einer bizarren Abfolge von Ereignissen ließ er hochrangige Führer der PPT, Félix Malloum eingeschlossen, verhaften, weil sie ihn angeblich mithilfe von Zauberei stürzen wollten, was als „Black Sheep Plot“ bekannt wurde, weil sie vermeintlich Schafe dafür geopfert hätten. Im August 1973 löste Tombalbaye die PPT auf und ersetzte sie mit der Nationalen Bewegung für Soziale und Kulturelle Revolution Mouvement National pour la Révolution Culturelle et Sociale (MNRCS). In der Folgezeit setzte eine Afrikanisierungskampagne ein: Die Hauptstadt Fort-Lamy wurde in N’Djamena umbenannt und Tombalbaye änderte seinen Vornamen François zu Ngarta. Das Christentum wurde verunglimpft, Missionare vertrieben und alle nicht-muslimischen Männer zwischen 16 und 50 Jahren mussten traditionelle Initiationsriten, bekannt als yondo, über sich ergehen lassen, um ins Militär oder den Staatsdienst aufgenommen zu werden. Diese Riten waren jedoch nur einer ethnischen Gruppe des Tschad eigen, Tombalbayes eigenem Sara-Stamm. Allen anderen erschienen diese Rituale fremdartig und unverständlich.
Währenddessen verschlimmerte sich die Dürreperiode. Um die Wirtschaftslage zu verbessern, wurden viele gezwungen, in der Baumwollproduktion zu arbeiten. Mit schwächer werdender Unterstützung im Süden nahm Tombalbaye sich die Armee vor und sprach willkürlich Beförderungen und Degradierungen aus. Am 13. April 1975 schließlich, nachdem einige der führenden Offiziere des Landes wegen Teilnahme an einer vermeintlichen Verschwörung verhaftet worden waren, tötete eine Gruppe von Soldaten Tombalbaye und setzte Félix Malloum, nun General, als neuen Präsidenten ein.